# Goslarer Kaiserring
Der Kaiserring – Kunstpreis der Stadt Goslar ist ein internationaler Kunstpreis. Seit 1975 verleihen die Stadt Goslar und der „Verein zur Förderung moderner Kunst Goslar e. V.“ jährlich die undotierte Auszeichnung an zeitgenössische bildende Künstler. Sein Renommee verdankt der Preis der Reihe namhafter Künstler, die den Ring bereits erhalten haben, wie auch der Kompetenz der Jury mit Museumsfachleuten von Rang.

## Der Preis
Der Kaiserring ist ein goldgefasster Aquamarin mit dem von unten eingravierten Bildnis Kaiser Heinrichs IV. Er wurde von dem Worpsweder Goldschmiedemeister Hadfried Rinke, Vater des Schriftstellers Moritz Rinke, entworfen und von ihm bis zu seinem Tod 2024 Stück für Stück gefertigt. Erster Träger des Goslarer Kaiserringes war Henry Moore.
Der Goslarer „Verein zur Förderung moderner Kunst e. V.“ ist der Stifter des Kunstpreises und hat 4000 Mitglieder. Initiator des Vereins war der Goslarer Industrielle und Kunstmäzen Peter Schenning, der auch den Stadtrat dafür gewinnen konnte, das Mönchehaus Museum Goslar einzurichten.
Vorsitzender der Kaiserring-Jury ist Wulf Herzogenrath. Davor waren Dieter Ronte, Direktor des Kunstmuseums Bonn, und davor Dieter Honisch, ehemaliger Direktor der Berliner Nationalgalerie, die jeweiligen Juryvorsitzenden. Seit 1984 wird auch jährlich ein Kaiserringstipendium an junge Künstler vergeben. Damit sind eine Einzelausstellung im Mönchehaus Museum Goslar und eine Ankaufsgarantie eingeschlossen. Das Mönchehaus ist ein 1528 errichteter dreistöckiger Fachwerkbau, der nach seiner Renovierung als Domizil des Goslarer Kunstvereins dient.

## Preisträger
- 1975: Henry Moore
- 1976: Max Ernst
- 1977: Alexander Calder
- 1978: Victor Vasarely
- 1979: Joseph Beuys
- 1980: Jean Tinguely (Annahme abgelehnt)
- 1981: Richard Serra
- 1982: Max Bill
- 1983: Günther Uecker
- 1984: Willem de Kooning
- 1985: Eduardo Chillida
- 1986: Georg Baselitz
- 1987: Christo
- 1988: Gerhard Richter
- 1989: Mario Merz
- 1990: Anselm Kiefer
- 1991: Nam June Paik
- 1992: Rebecca Horn
- 1993: Roman Opalka
- 1994: Bernd und Hilla Becher
- 1995: Cy Twombly
- 1996: Dani Karavan
- 1997: Franz Gertsch
- 1998: Ilja Kabakow
- 1999: Cindy Sherman
- 2000: Sigmar Polke
- 2001: Christian Boltanski
- 2002: Jenny Holzer
- 2003: William Kentridge
- 2004: Katharina Sieverding
- 2005: Robert Longo
- 2006: Jörg Immendorff
- 2007: Matthew Barney
- 2008: Andreas Gursky
- 2009: Bridget Riley
- 2010: David Lynch
- 2011: Rosemarie Trockel
- 2012: John Baldessari
- 2013: Ólafur Elíasson
- 2014: Wiebke Siem
- 2015: Boris Mikhailov[1]
- 2016: Jimmie Durham
- 2017: Isa Genzken[2]
- 2018: Wolfgang Tillmans[3]
- 2019: Barbara Kruger[4]
- 2020: Hans Haacke
- 2021: Adrian Piper
- 2022: Isaac Julien
- 2023: Yuri Albert und Vadim Zakharov
- 2024: Miriam Cahn[5]
- 2025: Katharina Fritsch[6]

## Kaiserring-Stipendiaten
Seit 1984 wird jedes Jahr ein Kaiserring-Stipendium an einen jungen Künstler vergeben. Die letzten Stipendiaten (seit 2014) waren: Helen Feifel, Ren Ri, Julian Charrière, Stella Förster, Matt Copson, Andreas Greiner, Alexander Iskin, Zandile Tshabalala (2021), Christian Holze (2022), Hangama Amiri (2023) und Daria Koltsova (2024).